# Stoned Raiders
Stoned Raiders е първият изцяло студиен проект на Cypress Hill след платинения Skull & Bones и след успешния лайв албум от 2000 Live at the Fillmore.
В тази глава от дългата сага за най-добре продаваната алтернатив-рап група нейните герои наблягат по нов начин на рап/рок звученето. В Stoned Raiders Сайпръс продължават да генерират влияние от тези два стила.
Албумът е продуциран, аранжиран и миксиран от Мъгс и включва гост-музиканти като Kurupt, MC Ren & King Tee, Redman & Method Man и Kokane. В Stoned Raiders се появяват и Кристиан Олд Уолбърс, и Анди Замбрано от Fear Factory.
Към песните Trouble и Lowrider са заснети клипове. Песента Kronologik обобщава кариерата на Cypress Hill от 1991 до издаването на албума.

## Песни
1. Intro – 1:03
2. Trouble – 5:00
3. Kronologik (featuring Kurupt) – 4:45
4. Southland Killers (featuring MC Ren & King Tee) – 3:25
5. Bitter – 4:20
6. Amplified – 3:54
7. It Ain't Easy – 4:13
8. Memories – 4:09
9. Psychodelic Vision – 4:27
10. Red, Meth & B (featuring Redman & Method Man) – 3:45
11. Lowrider – 6:41
12. Catastrophe – 3:25
13. L.I.F.E. (featuring Kokane) – 4:43
14. Here Is Something You Can't Understand (featuring Kurupt) – 4:30